# Varig Log

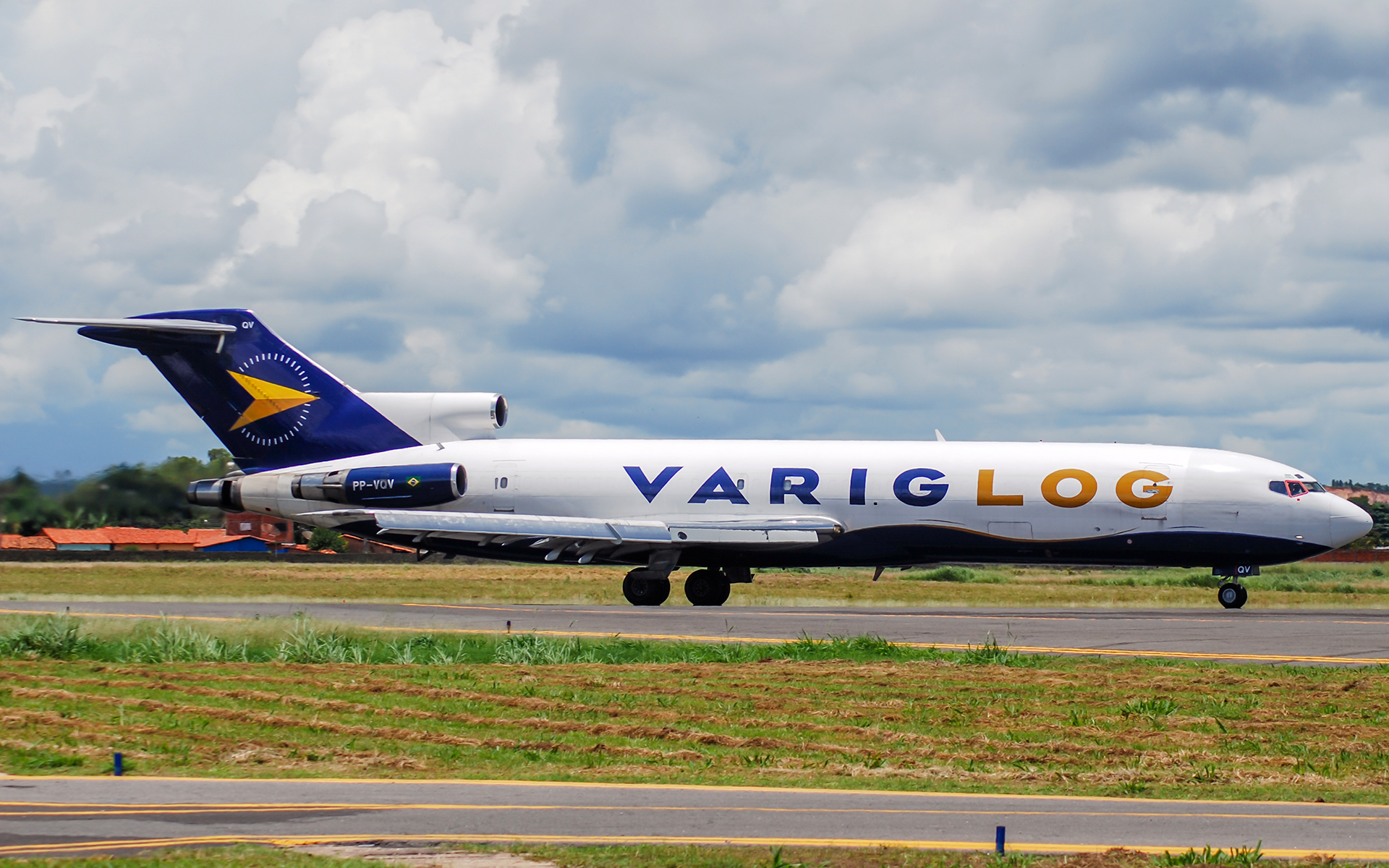
Varig Log Boeing 727-243(Adv)(F) PP-VQV no Aeroporto de Teresina - Senador Petrônio Portella 05,03,2011

A Varig Logística S/A foi uma empresa aérea especializada no transporte de cargas. Fundada em 25 de agosto de 2000, a história da Varig Log se cruza com a da Varig Brasil. Era o braço de transporte de cargas aéreas da própria Varig.

## História
Em 1927 nasce a Viação Aérea Rio Grandense, a primeira empresa aérea do Brasil, e com ela o transporte de cargas e passageiros. Nesta época o transporte cargas era apenas uma atividade complementar, aproveitando a margem de peso restante em voos domésticos. 
Em 1979, o Voo Varig 967 desaparece misteriosamente sobre o pacífico. Até hoje não foram encontrados destroços. Nesta época já usava-se a marca Varig Cargo.
Em 1993, a área da Varig específica para o transporte de carga recebeu o nome de VARIG CARGO. A ideia era promissora e o departamento cresceu progressivamente até 1997, quando investir na divisão de cargas da Varig era inevitável. Uma nova identidade corporativa foi adotada e um serviço inédito no Brasil, o primeiro site com tracking on line. 3 anos mais tarde, este segmento ganha novo nome, Varig Log, torna-se independente da Varig e se transforma em uma empresa sem limites de expansão. 

## Venda, crise e falência
Com a crise financeira da Varig, a companhia vendeu as suas subsidiárias Varig Engenharia e Manutenção e Varig Log para fazer caixa. Então em Janeiro de 2006, a Varig Log foi adquirida pela Volo Brasil S/A fruto da união do fundo de investimentos norte-americano Matlin Petterson e três empresários brasileiros. Meses depois o mesmo grupo comprou a VRG Linhas Aéreas S/A, parte saudável da antiga Varig. 
A VRG Linhas Aéreas foi vendida para a Gol Linhas Aéreas em 2007, mas a Varig Log continuou sob o comando da VOLO. Desde então começaram graves divergências entre os sócios norte-americanos e os brasileiros, a companhia entrou novamente em dificuldades financeiras e reduziu a frota de (24 em 2006 para 6 em 2008), deixando de voar para o exterior. 
No início de 2008 os sócios brasileiros foram afastados da gestão da empresa pela justiça paulista. Entretanto a empresa ficou em situação irrregular, pois o código brasileiro de aeronaútica limita a 20% a participação de estrangeiros em companhias aéreas brasileiras. A ANAC deu o prazo de 60 dias para a regularização da empresa ou teria a licença de funcionamento cassada. Chan Lup Wai Ohira, irmã de Lap Chan (Um dos líderes do Mattlin Patterson), chinesa naturalizada brasileira comprou 80% das ações da empresa por simbólicos US$ 100.
A crise mundial também agravou a situação da empresa e no dia 3 de Março de 2009 a Varig Log entrou com um pedido de Recuperação Judicial na 1ª Vara de Falências e Recuperações Judiciais, em São Paulo. 
Em Outubro de 2009 o empresário Germán Efromovich, dono da Avianca Brasil, assumiu um contrato de opção de compra da companhia, no contrato, fica acordado que o empresário assumirá o comando da empresa injetando R$ 30 milhões e disponibilizando um crédito ilimitado para o transporte de carga da Varig Log pela Avianca.

## Fechamento
Após divergências entre German Efromovich e o fundo gestor da empresa, o contrato foi desfeito em Novembro de 2011. Nos documentos publicados no site da Varig Log, os administradores acusaram German de ir contra as leis brasileiras. No início de Fevereiro de 2012 a Varig Log fechou as portas para negociar as dividas com seus credores. Foram realizadas duas tentativas de leiloar bens e direitos da companhia em Julho e em Setembro de 2012, ambas sem sucesso. A Justiça decidiu decretar a falência da empresa em Setembro de 2012.

## Frota

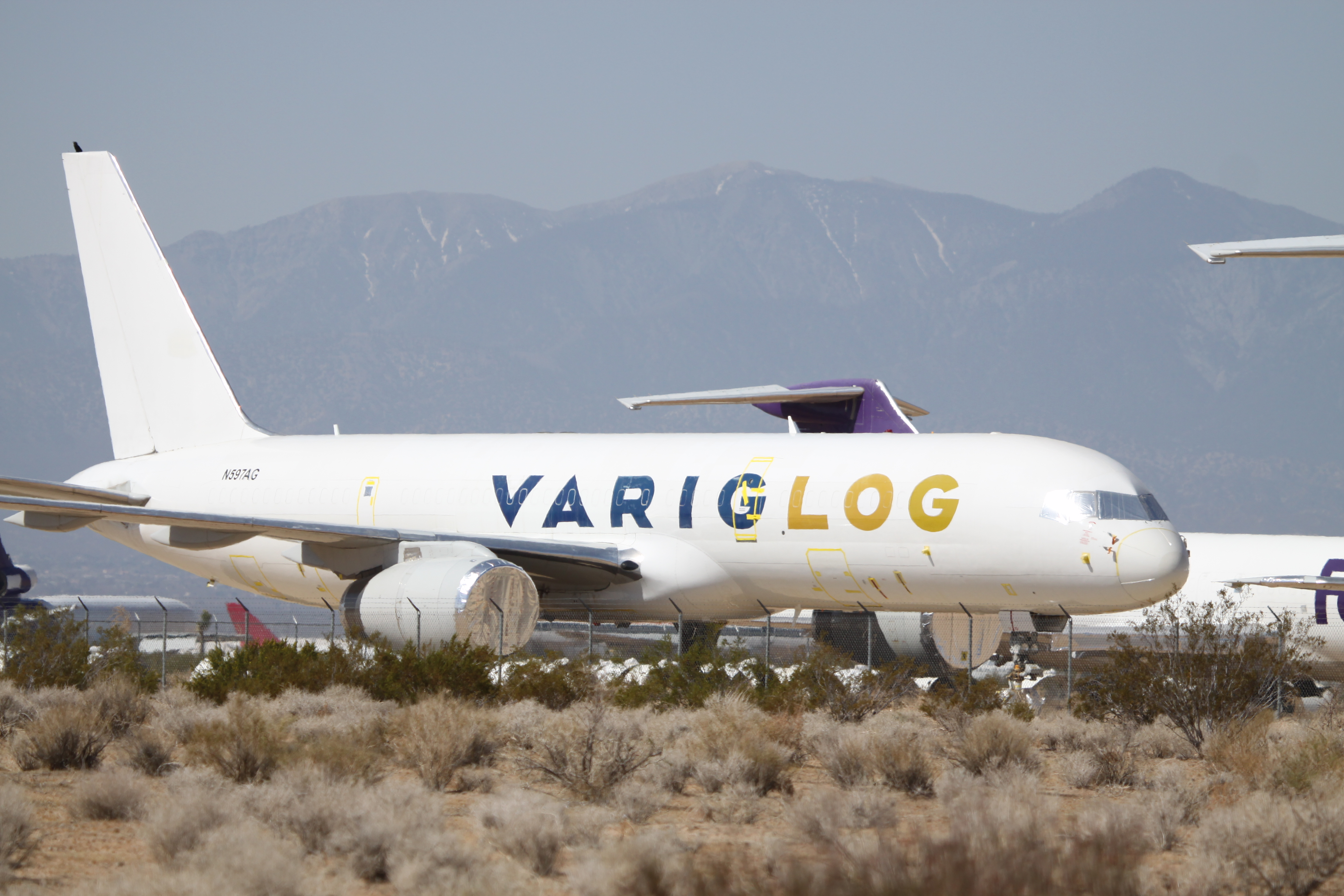
Boeing 757-200F da Varig Log estocado em Victorville.

- Boeing 727-200F: 2
- Boeing 737-400F: 2

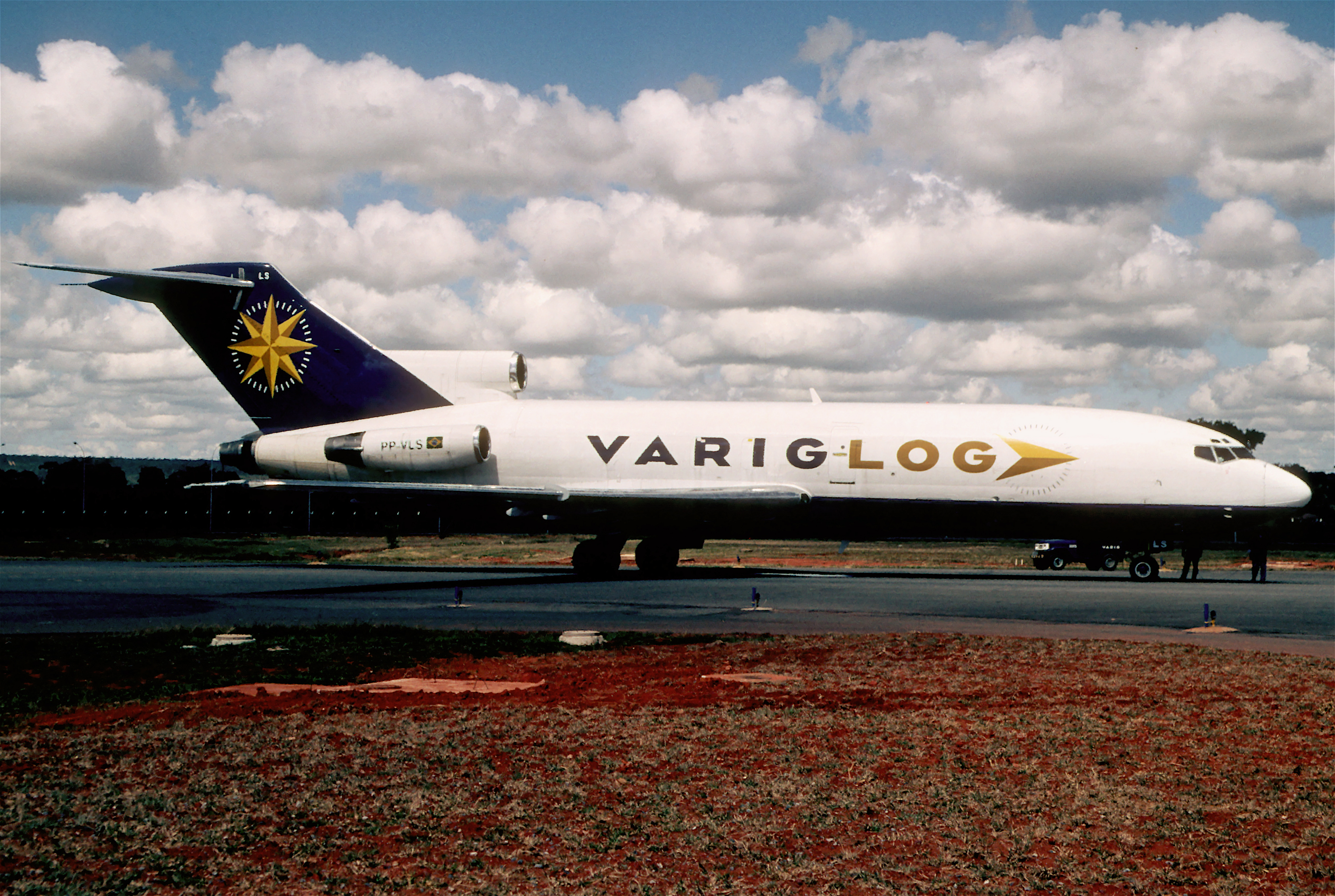
Boeing 727-100F da Varig Log.

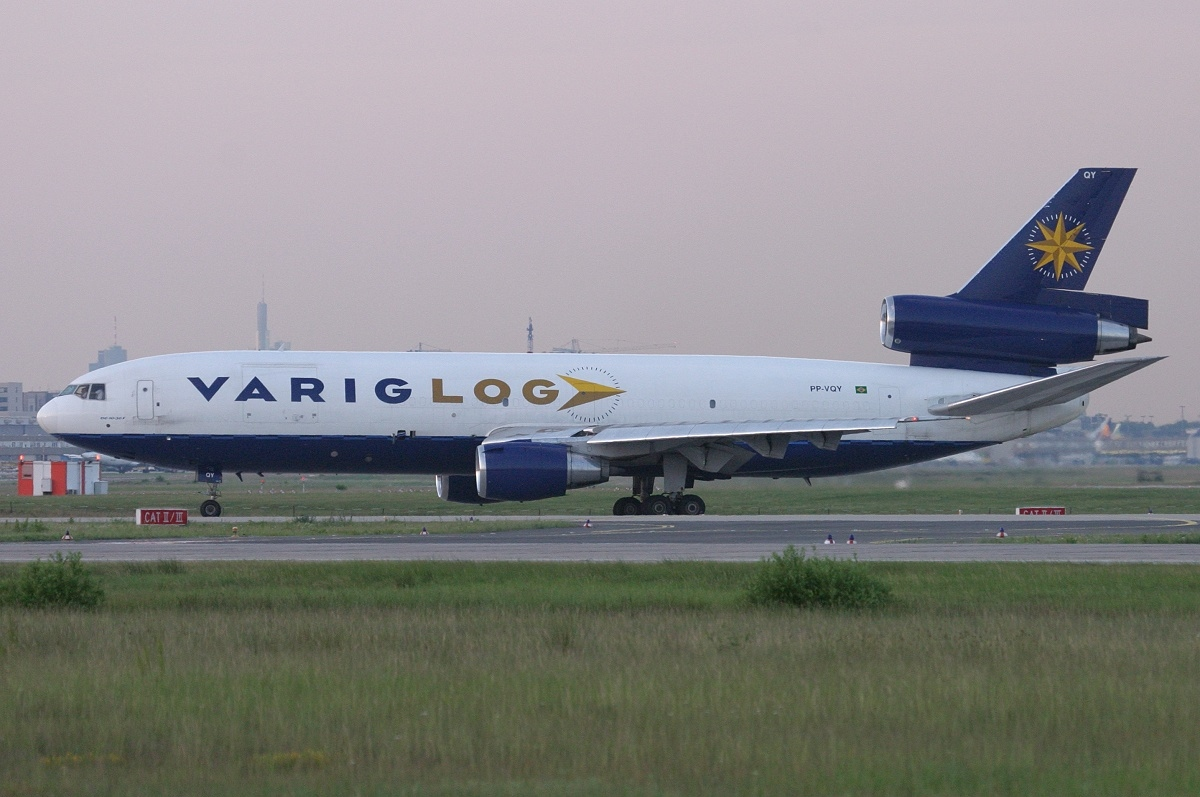
McDonnell Douglas DC-10-30F da Varig Log.

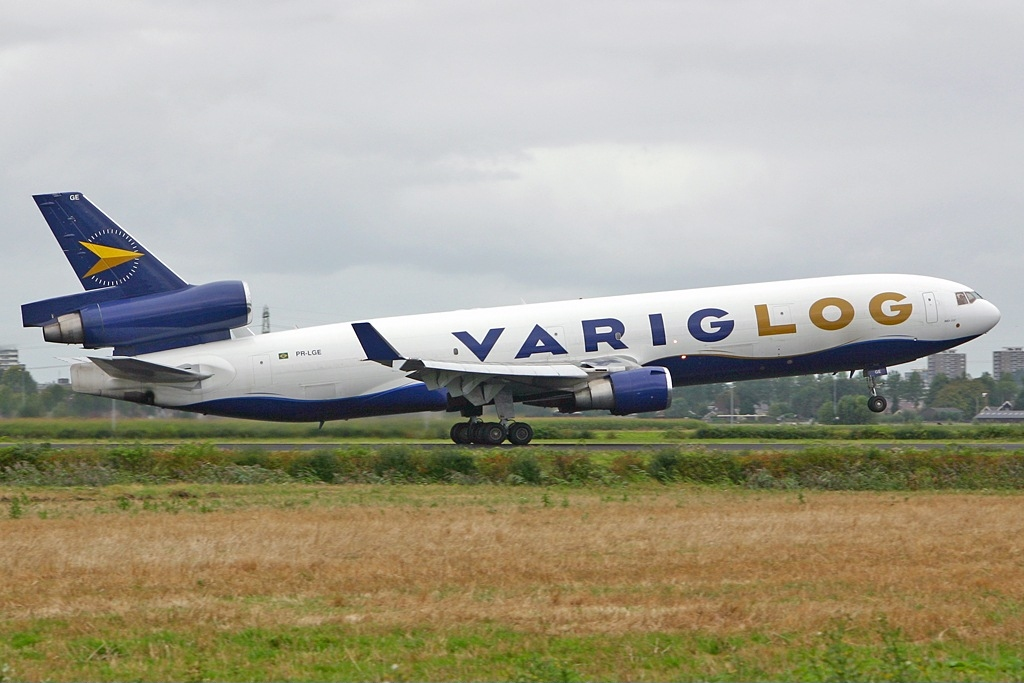
McDonnell Douglas MD-11F da Varig Log.

- Boeing 757-200F: 1 (Desmontado em Victorville)